# Szent apostolok fatemplom (Rákosfalva)
A rákosfalvi Szent apostolok fatemplom műemlékké nyilvánított épület Romániában, Máramaros megyében. A romániai műemlékek jegyzékében az  MM-II-m-A-04515 sorszámon szerepel.